# Canavalia makahaensis
Canavalia makahaensis är en ärtväxtart som beskrevs av St.John. Canavalia makahaensis ingår i släktet Canavalia och familjen ärtväxter. Inga underarter finns listade i Catalogue of Life.